# اوکسی کیرکبی
اوکسی کیرکبی (به سوئدی: Oxie kyrkby) یک منطقهٔ مسکونی در سوئد است که در بخش مالمو واقع شده‌است. اوکسی کیرکبی ۴٬۱۳۰ نفر جمعیت دارد.